# Слави Бинев
Славчо Пенчев Бинев, по-известен като Слави Бинев, е български политик, народен представител в XLIII народно събрание, бивш евродепутат (2007 – 2014), спортист и бизнесмен.

## Биография

### Образование
Завършва с пълно отличие 47-о спортно училище „Емил Марков“ към спортен клуб „Левски Спартак“ (1973 – 1979) и 9 Френска гимназия (1979 – 1984). Получава магистърска степен (тенис и бокс) в Учителския факултет на Националната спортна академия „Васил Левски“ (1986 – 1990). Завършва факултативно спортна журналистика (1988 – 1990). Завършва курс за международни инструктори във Виена, специализация като треньор по таекуондо в Канада (1988 – 1992) и курс за управление на спорта във Великобритания – GTF (1992). Работи над докторантура към Института по психология на БАН.

### Кариера в спорта
През 1987 – 1992 г. е многократен шампион по таекуондо на България и победител в множество международни състезания: абсолютен балкански шампион по таекуондо през 1990 г., европейски шампион на откритото първенство в Целие, Словения през 1992 г.
Треньор и международен съдия по таекуондо. През 1987 – 1994 г. е треньор на българския национален отбор по таекуондо. От 1988 г. е международен инструктор. Периода 1991 – 1994 г. е старши треньор на единоборствата в ЦСКА.
През 1996 – 2008 г. е вицепрезидент на Българската федерация по олимпийско таекуондо (стил WT). От 2003 г. е член на изследователския комитет към WTF. От 2004 г. има 5-и дан (стил WT).
От 2003 г. е председател на социалната комисия към Българския олимпийски комитет. От 2005 г. е член на Изпълнителния комитет на БОК.

### Бизнес
През 90-те години на ХХ век името на Слави Бинев се свързва с гангстерската война между борци и каратисти. През ноември 1993 г. 50 души с 12 автомобила нахлуват в двора на спортния комплекс „Дескрим“ в София, собственост на Бинев, и след побой го отвличат. Сред обвиняемите при образуваното по случая следствено дело са гангстерите Димитър Джамов, Красимир Маринов (Големия Маргин), Димата Руснака и Пело Стоев.
Боят между борци и каратисти в „Дескрим“ бележи около 1994 г. появата в българския език на понятието „мутра“. По-късно Бинев става учредител на асоциация „Защита“ – сдружение, в което участват прокурори, бивши служители на МВР и общественици, създадено, за да конкурира охранителните фирми на борците.
От 1994 г. е главен акционер и председател на борда на директорите в „Ар – систем“ АД (R–System Holding), включваща повече от 100 дружества, контролиращи значителна част от развлекателния бизнес, охранителните фирми, инвестициите и строителството. През 2001 г. фирмата заема 34-то място по годишен оборот по данни на БТПП.
Бинев чрез своята „М.И.Г. Групп“ АД стопанисва редица развлекателни заведения в София – дузина барове, дискотеки, сред които клубовете „Библиотеката“, „БИАД“, „Дали“, „Империал“, улични кафенета с марката „Куул“ (в превод „готино“) и др.
В поверителен доклад за организираната престъпност в страната от американското посолство в България от 7 юли 2005 г. публикуван в УикиЛийкс се твърди, че криминалната дейност на М.И.Г. Групп включва проституция, наркотици и трафик на крадени автомобили.
Бинев води дело срещу собственика на „ВАИ холдинг“ – Георги Илиев, който през 2000 г. влиза в „БИАД“ и в станалия побой набива Бинев. Илиев бива осъден за причиняването на леки телесни повреди, но не и за хулиганство, тъй като според съда Бинев е предизвикал Илиев да го удари чрез реплика.

### Участие в политиката
Слави Бинев участва в изборите за български представители в Европейския парламент през май 2007 г. и е избран за депутат от листата на партия „Атака“. В Европейския парламент е член на Комисията по икономически и финансови въпроси, делегацията в Eвро-средиземноморската парламентарна асамблея, интергрупата по спорта и интергрупата „Екуменическа молитвена закуска“.
На местните избори през октомври 2007 г. е номиниран за кмет на София от партия „Атака“. Той получава едва 4,02% от гласовете, а за кмет е избран Бойко Борисов.
През 2009 г. е преизбран за евродепутат. В Европейския парламент е председател на интергрупата спорт, член на Комисията по икономически и парични въпроси, делегацията за връзки с Централна Америка, делегацията в Евро-латиноамериканската парламентарна асамблея, интергрупите за приятелство с Азербайджан, Китай, Макао и Сърбия, интергрупата „Екуменическа молитвена закуска“ и на Форума на франкофоните към ЕП.
През 2011 г. напуска партия „Атака“. Като евродепутат призовава европейските институции да арестуват министър-председателя на България Бойко Борисов заради фалшификации на изборите през 2011 г. и „системно нарушаване на най-важното демократично право да бъдат информирани гражданите.“
През 2012 г. Бинев учредява Консервативна партия движение на успеха (КПД на Успеха), която става част от политическия съюз Гражданско обединение за реална демокрация (ГОРД). Сред основателите на ГОРД са още писателят Любен Дилов-син, спортният журналист Крум Савов, бизнесменът Румен Ралчев, бившият министър на правосъдието Антон Станков и други. Според в. „24 часа“ по неофициална информация почти всички негови приятели от кръга „Банкя“ подкрепят по един или друг начин партията на Слави Бинев.
През 2014 г. Бинев напуска ГОРД и става член на Национален фронт за спасение на България (НФСБ). На изборите за европейски парламент през май 2014 е втори в листата, но гласовете на партията не са достатъчни за изпращане на евродепутат.
На парламентарните избори през октомври 2014 г. е избран за народен представител от изборен район Хасково от Патриотичния фронт.
През декември 2014 г. е избран за председател на парламентарната комисия по култура. Назначението му разбунва духовете на театралната гилдия („Младежки театър“, „Театър зад канала“, Морфов напуска поста генерален режисьор на Народния театър), телевизионната и радио гилдия (БНТ, БНР) и т.н. Започват протести. На 8 декември 2014 г. Бинев подава оставка.
На парламентарните избори през 2017 г., Бинев е кандидат за народен представител от листите на ДПС.

## Скандали и критики

### Получаване на титлата „архонт“
В началото на 2007 г. Бинев е обявен за архонт в римската църква „Санта Мария Маджоре“ от старозагорския митрополит Галактион, който, посрещнат от епископ Таванти, влиза с тържествено шествие и владишка корона още от портите на втората най-значима катедрала в Рим, където се съхранява и най-големият къс от Кръста Христов.
Титлата архонт се дава за заслуги към Църквата и човечеството. Тя е наследствена – предава се от баща на първороден син и в католическия свят съответства на херцог (конт), а в славянския – на княз. Според митрополит Галактион, „Архонтството, според смисъла, който ние влагаме в това понятие, е доброволен акт на едно лице, обричащо себе си и целия си род в светско служене на Църквата.“ По-късно, след протест от страна на Светия синод, Галактион заявява, че е бил на частно посещение в Рим и не е бил изпратен официално от Синода, който отказва да признае архонтската титла на Бинев, защото в наградния фонд на Българската православна църква и нейните поделения – епархии, манастири и прочее не съществува званието „архонт“. Впоследствие Любен Дилов-син от партия Движение Гергьовден иска оставката на проф. д-р Иван Желев като директор на Дирекция „Вероизповедания“ към Министерския съвет заради намесата му в работата на църквата и на отделните владици. Обиден, Бинев обвинява Дирекция „Вероизповедания“, че предизвиква скандала заради „лични амбиции и лични притеснения“.

### Избор за председател на комисията по култура и медии
През ноември 2014 г. Слави Бинев е избран за председател на комисията по културата и медиите в XLIII народно събрание. Това предизвиква негодуванието на много интелектуалци и обществени организации. Изборът на Слави Бинев за законодателен началник на българската култура и медии е окачествен от едни като абсурд, от други – като истинска обида. На 8 декември 2014 г. Бинев подава оставка.